# Johann Thal
Johann Thal, latinisiert Johannes Thalius, (* 1542 in Erfurt; † 18. Juli 1583 in Peseckendorf) war ein deutscher Arzt und Botaniker. Sein offizielles botanisches Autorenkürzel lautet „Thal“.

## Leben
Thal war der Sohn des evangelischen Pfarrers Johann Thal, einem der ersten evangelischen Pfarrer überhaupt, und dessen dritter Ehefrau Margaretha, geborene Butzbach, eine Tochter des Erfurter Ratsherrn Elias Butzbach.
Thal ging zunächst in Erfurt zur Schule. Von 1558 bis 1561 besuchte er die Klosterschule Ilfeld, eine damals berühmte Schule unter der Leitung von Michael Neander. Da sein leiblicher Vater früh verstorben war, verehrte Thal Neander wie seinen zweiten Vater. In Ilfeld hinterließen die vielfältigen Reize der Natur des Harzes einen großen Eindruck bei Thal. Insbesondere die Pflanzenkunde hatte es ihm angetan. Innerhalb von zwei Monaten bestimmte er 72 Grasarten in Ilfeld und Umgebung und legte ein eigenes Herbarium an.
Ab 1561 studierte Thal Medizin in Jena, u. a. bei Lorenz Hiel. Er verließ die Universität und bezeichnete sich in den folgenden Jahren selbst als Magister, obwohl er wohl keinen akademischen Grad erworben hatte.
Kurz nach dem Ende seiner Studien fand Thal als Arzt in Stendal eine Anstellung. Anfang 1572 hielt er sich einige Zeit bei Wilhelm Reiffenstein in Wernigerode auf, wo die Grafen zu Stolberg auf ihn aufmerksam wurden und ihn zum Leibarzt mit eigentlichem Dienstsitz in der Stadt Stolberg (Harz) bestallten. Gleichzeitig versah er dort die Stelle eines Stadtphysicus. Mit den Grafen zu Stolberg, insbesondere Albrecht Georg und Wolf Ernst, stand er in lebhaftem und teilweise vertraulichem Briefwechsel.
Im Mai 1581 wurde Thal Stadtphysikus in Nordhausen. Auf dem Weg zu dem Patienten Nikolaus von Bortfeld in Eggenstedt verunglückte er im Frühsommer 1583 bei Schermcke, weil die Pferde des Fuhrwerks durchgegangen waren. Er versuchte, sich durch einen Sprung aus der Kutsche zu retten und erlitt einen offenen Unterschenkelbruch; beide Röhren ragten aus dem Stiefel heraus. Drei Wochen später starb er 41-jährig im Schloss Peseckendorf bei Johann Ernst von der Asseburg an seinen schweren Verletzungen.
Thals jüngerer Bruder Wendelin folgte ihm als Nordhäuser Stadtphysicus nach, während sein Bruder Daniel Professor für hebräische Sprache an der Akademie Altdorf wurde. Daniel starb ebenfalls 1583.

## Werke
1577 schrieb Thal die „Sylva Hercynia: sive catalogus plantarum sponte nascentium in montibus & locis plerisque Hercyniae Sylvae quae respicit Saxoniam“, ein Verzeichnis der Pflanzen des Harzes und einiger umliegender Gebiete. Diese Flora unterschied sich von allen bis dahin geschriebenen Kräuterbüchern, weil sich zum ersten Mal ein Autor nicht auf die arzneilich wirksamen Pflanzen beschränkte, sondern versuchte, alle vorkommenden Pflanzen zu erfassen und zu beschreiben. Thal schaffte es in nur fünf Jahren, trotz fehlender Systematik, Bestimmungsbücher und schwacher Infrastruktur, ein äußerst umfangreiches Bild der Harzvegetation zu erstellen. Viele Arten wurden erstmals von ihm beschrieben, zum Beispiel die später nach ihm benannte, heute als Modellorganismus in der Entwicklungsbiologie bekannte Arabidopsis thaliana (Acker-Schmalwand) oder das Brillenschötchen, Erd-Segge, Alpen-Milchlattich, Brocken-Kuhschelle und viele mehr. Für andere Arten dokumentierte er zum ersten Mal ein Vorkommen in Deutschland. Für viele Beschreibungen lieferte er zudem genaue Ortsangaben.
Wegen dieser Leistungen gilt Thal heute als „Vater der Floristik“. Seine Sylva Hercynia wurde 1588 postum durch Joachim Camerarius den Jüngeren herausgegeben.
Alle anderen handschriftlichen Ausarbeitungen Thals gingen im Laufe der Zeit verloren.

## Trivia
Der Mitteldeutsche Rundfunk benannte das fiktive Krankenhaus seiner Fernsehserie In aller Freundschaft – Die jungen Ärzte als Johannes-Thal-Klinikum.

## Ehrungen
Carl von Linné benannte zu Thals Ehren die Gattung Thalia der Pflanzenfamilie der Pfeilwurzgewächse (Marantaceae).
Es werden heute sechs Arten anerkannt, von denen zwei als Zierpflanzen verwendet werden:
- Thalia dealbata Fraser – Große Marante, Wassercanna
- Thalia geniculata L.

Auch die Gattung Thalianthus Klotzsch ex Körn. aus der Familie der Pfeilwurzgewächse ist Thal zu Ehren benannt worden.
1990 wurde die Fritz-Gießner-Straße in Nordhausen-Ost in Johannes-Thal-Straße umbenannt.
Zum Tag des offenen Denkmals am 10. September 2017 wurde in Peseckendorf eine Gedenktafel enthüllt.

## Publikation
- Sylva Hercynia: sive catalogus plantarum sponte nascentium in montibus & locis plerisque Hercyniae Sylvae quae respicit Saxoniam – posthum 1588 urn:nbn:de:gbv:084-11052414439, urn:nbn:de:bvb:12-bsb11111583-2